# 利安邨

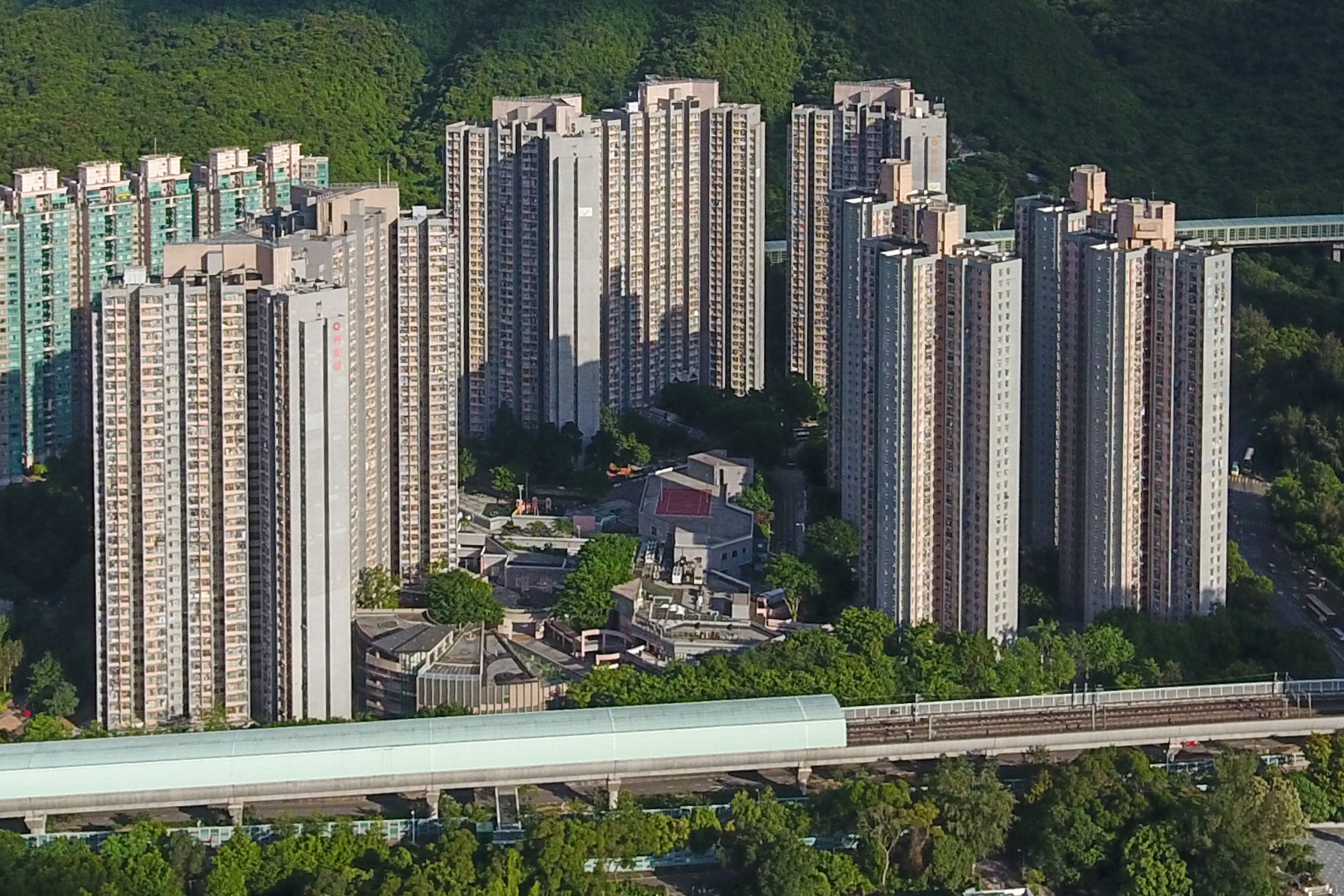
俯瞰

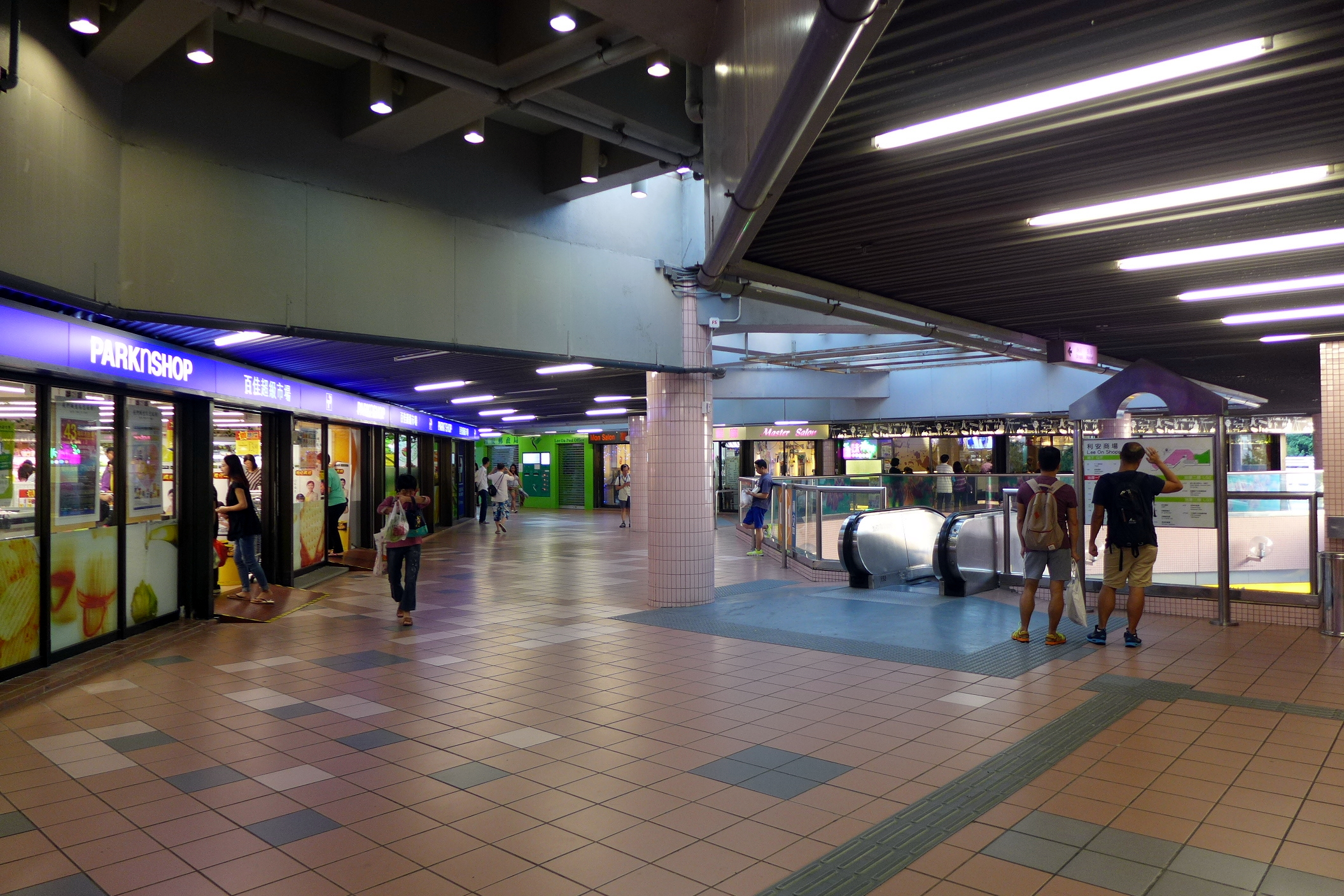
利安商場

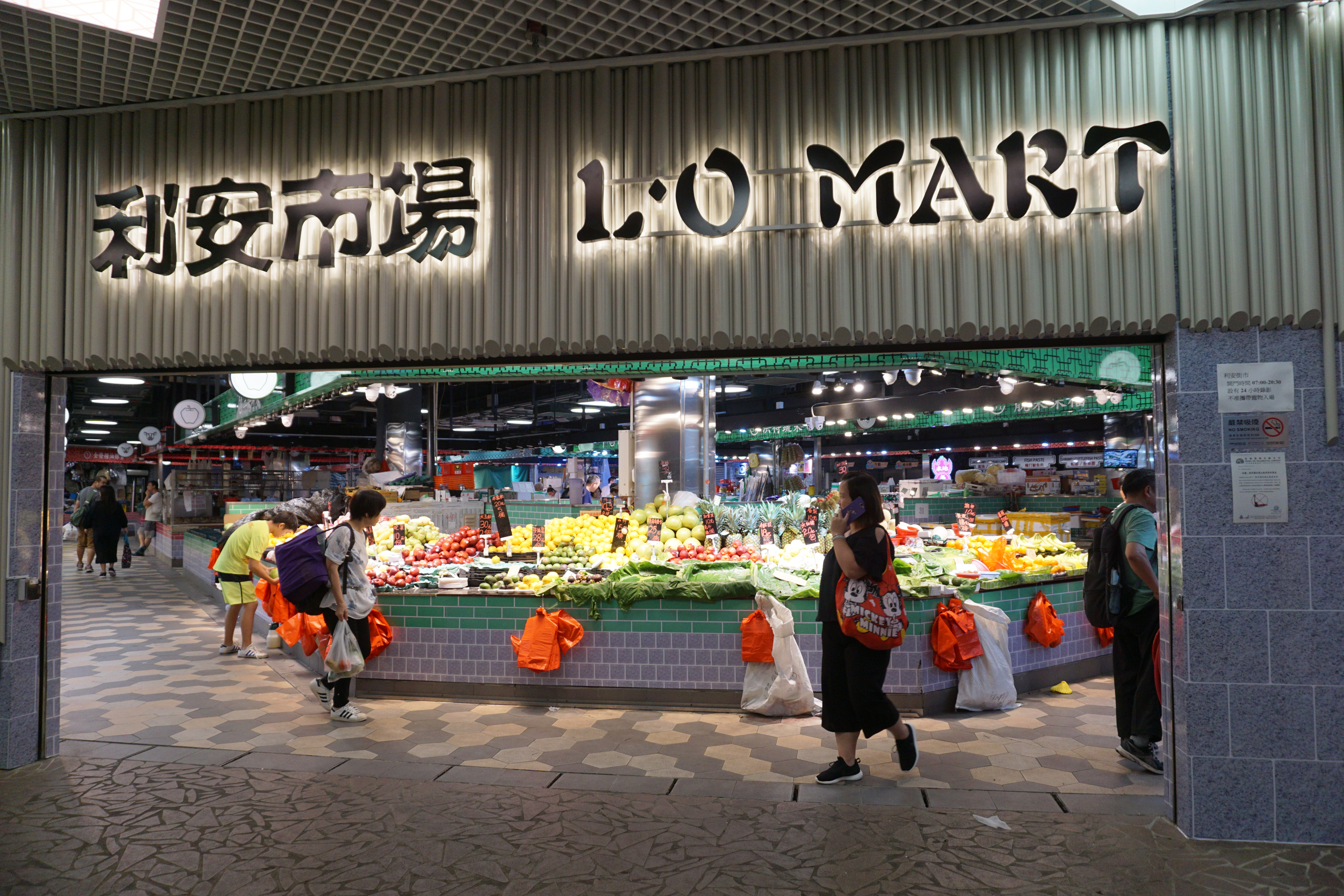
利安市場

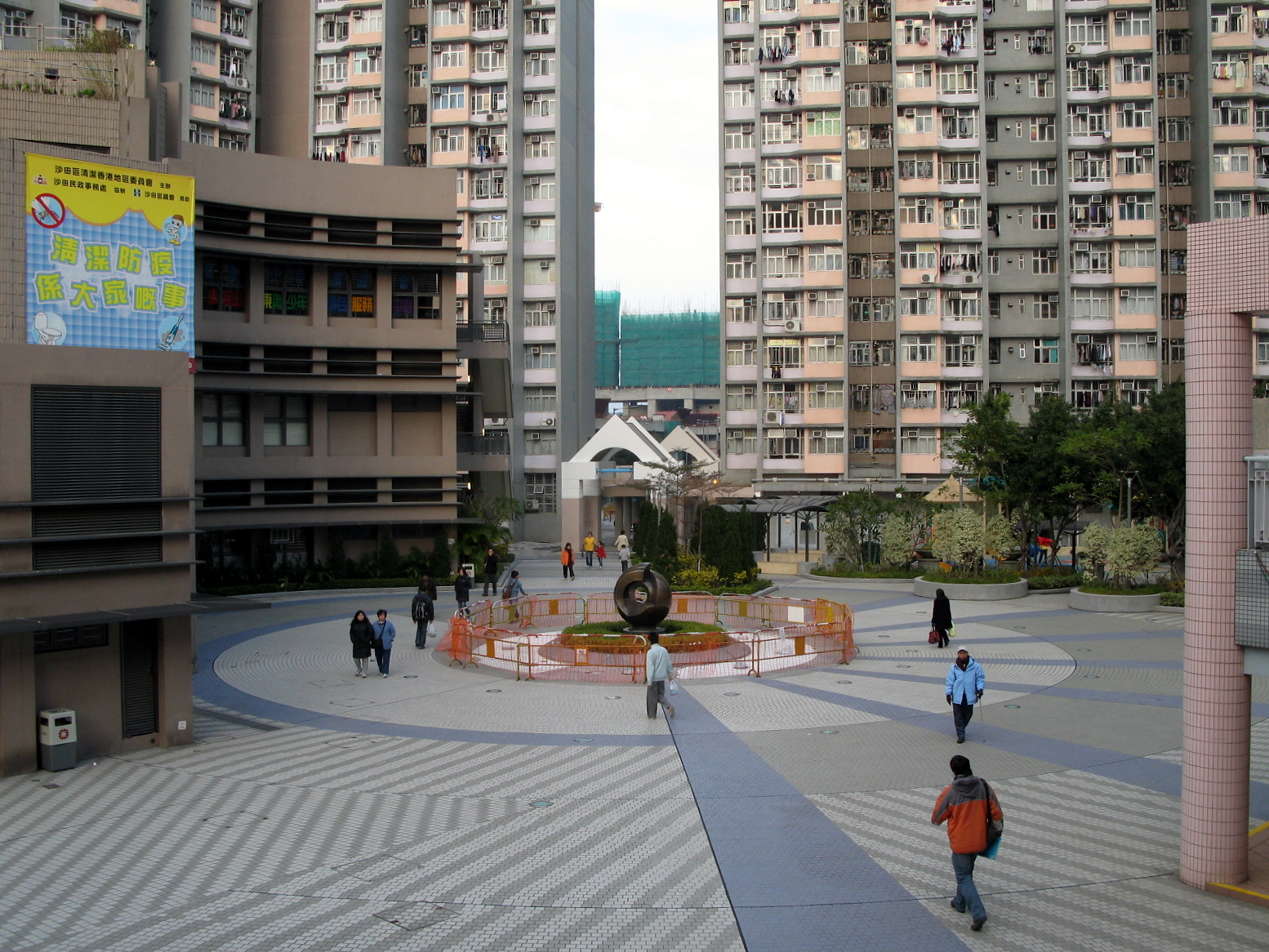
羅馬廣場

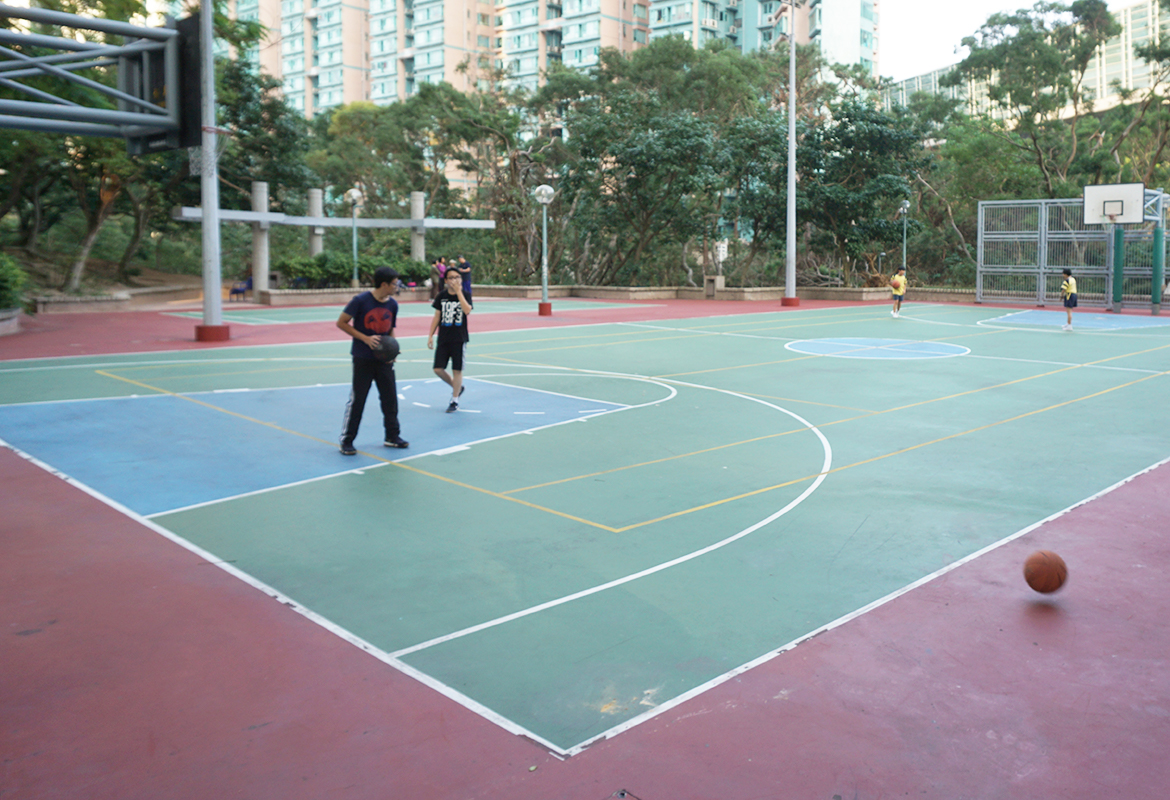
籃球場及羽毛球場

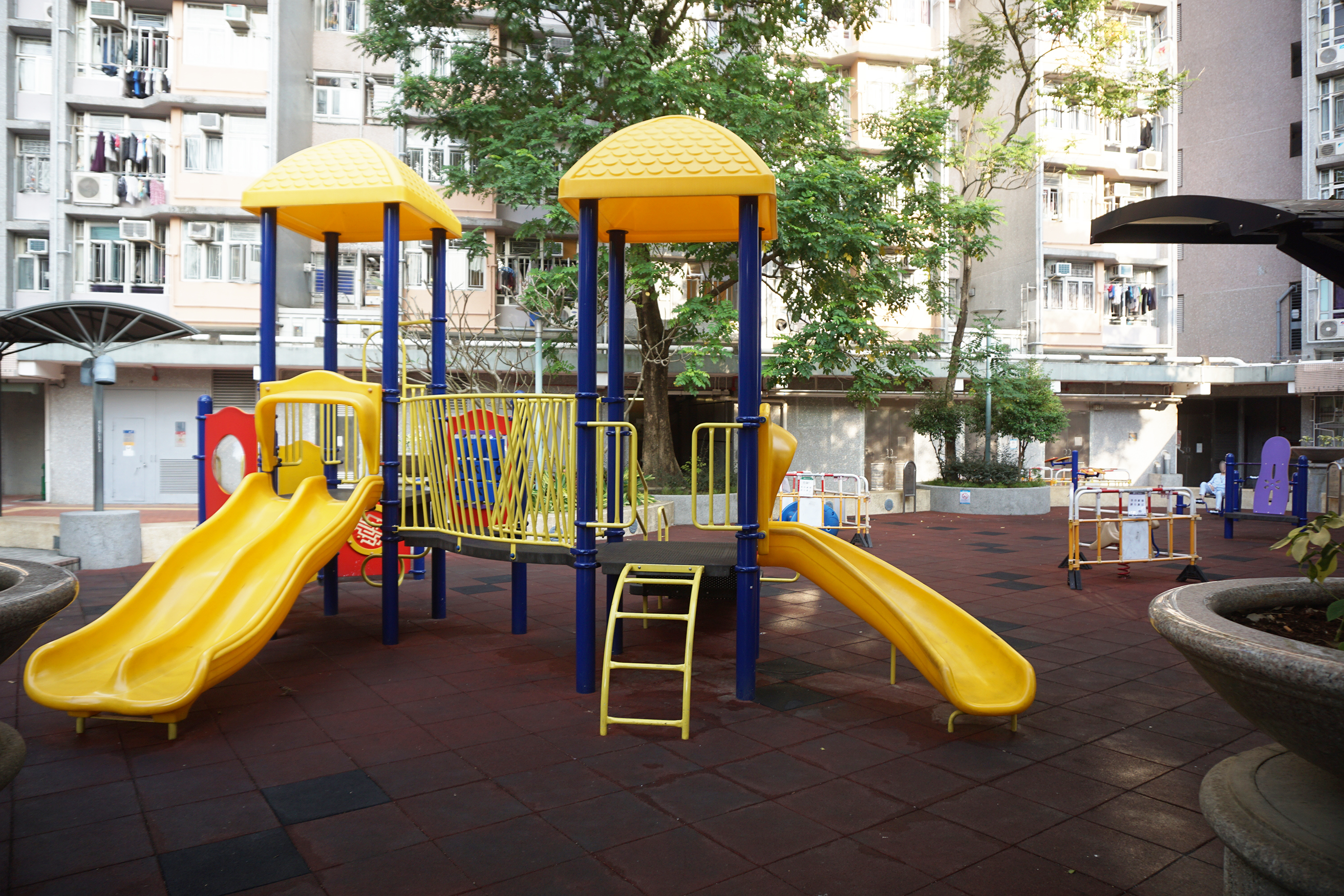
兒童遊樂場及健體區

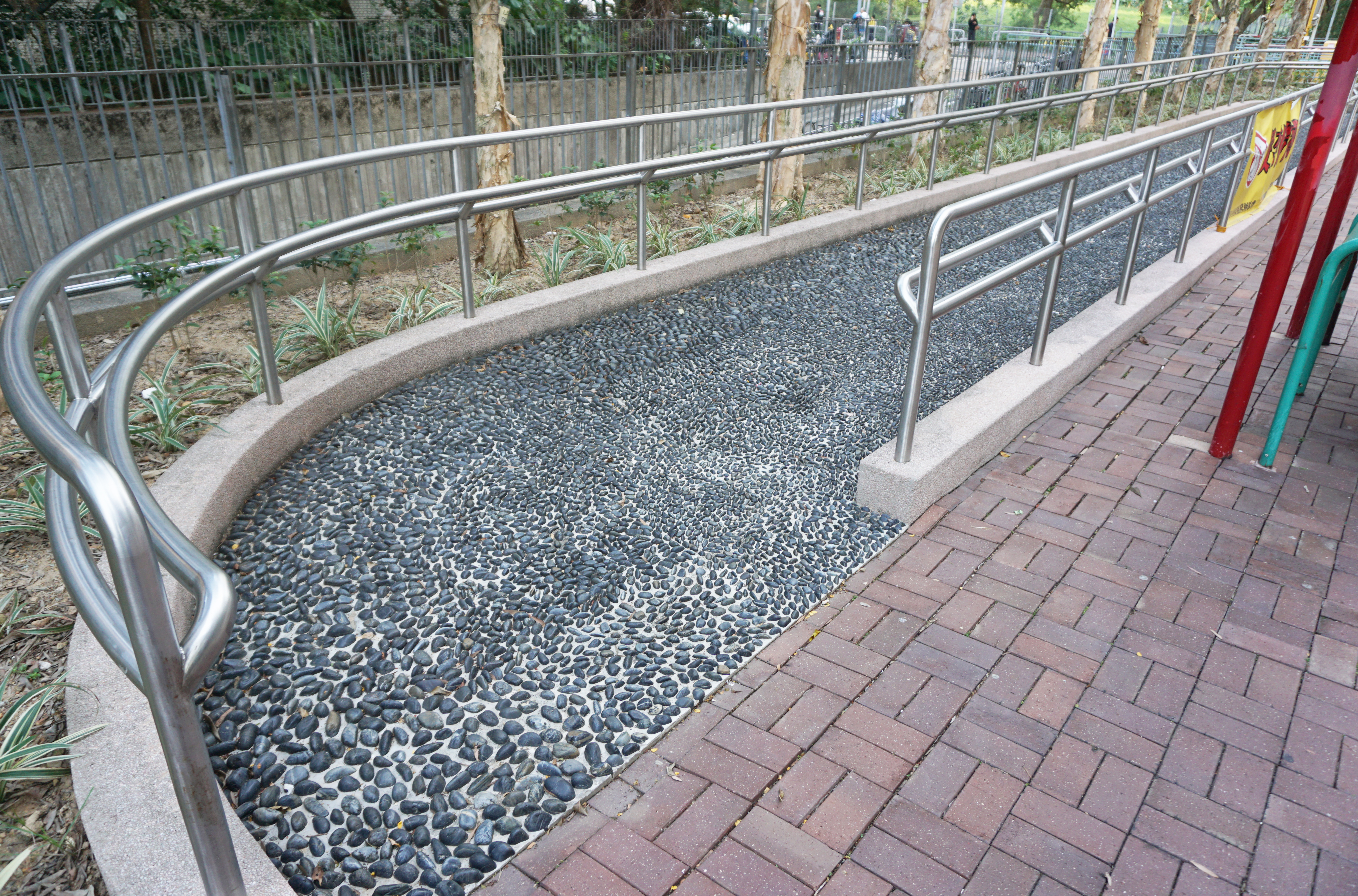
卵石路步行徑

利安邨（英語：Lee On Estate）是香港房屋委員會轄下的一個香港居屋屋苑，於1993年入伙，位於新界沙田區烏溪沙的南部，但已列入擴展市區配屋區內，是馬鞍山以至沙田區最北及最東的居屋屋苑，亦是馬鞍山第三個入伙的屋邨，並且為全港唯一全部為和諧二型大廈的公共屋邨，本邨現由佳富物業服務有限公司負責屋邨管理。

## 屋邨資料
利安邨內設有多項設施，包括多層停車場、利安商場、露天劇場、兩個籃球場、一個羽毛球場及兒童遊樂場，屋邨內設有有蓋行人通道連接各座樓宇。羅馬廣場則位於利安邨、香港小童群益會馬鞍山東青少年綜合服務中心及利安商場附近。
在公共設施方面，利安商場樓面面積7,700平方米，採用層疊式設計。主要租戶包括百佳超級市場、佳宝食品超級市場、7-11便利店、日本城雜貨店、麥當勞快餐店、大家樂快餐店、翠河餐廳、功夫點心、意樂餐廳、自動櫃員機、兩間西醫診所、安心堂中醫診所、一間髮廊，商場內並設有郵政局。商場主要有兩個出入口，分別前往利安巴士總站及港鐵屯馬綫烏溪沙站。
其他設施包括議員辦事處、屋邨管理處、中途宿舍、社區服務大樓、香港青少年服務處 沙田綜合家居照顧服務中心及兒童之家。

### 樓宇
| 樓宇名稱（座號） | 樓宇類型                      | 落成年份 | 層數 | 每層伙數                              | 每座單位總數（伙） | 承建商 （地基承建商）             | 提供升降機的廠商 | 期數 |
| ---------------- | ----------------------------- | -------- | ---- | ------------------------------------- | ------------------ | --------------------------------- | ---------------- | ---- |
| 利豐樓（第3座）  | 和諧二型第三款 （第一代）     | 1993年   | 38   | 18（2-4樓） 20（19樓） 21（其餘樓層） | （待補）           | 順成建築 （廣力打樁工程有限公司） | 富士達           | 1    |
| 利盛樓（第2座）  | 和諧二型第一及四款 （第一代） | 1993年   | 38   | 15（2-4樓） 17（19樓） 18（其餘樓層） | （待補）           | 順成建築 （廣力打樁工程有限公司） | 富士達           | 1    |
| 利興樓（第1座）  | 和諧二型第三款 （第一代）     | 1993年   | 38   | 18（2-4樓） 20（19樓） 21（其餘樓層） | （待補）           | 順成建築 （廣力打樁工程有限公司） | 富士達           | 1    |
| 利榮樓（第8座）  | 和諧二型第三款 （第一代）     | 1994年   | 38   | 18（2-4樓） 20（19樓） 21（其餘樓層） | （待補）           | 中國建築 （同上）                 | 通力             | 3    |
| 利華樓（第9座）  | 和諧二型第三款 （第一代）     | 1994年   | 38   | 18（2-4樓） 20（19樓） 21（其餘樓層） | （待補）           | 中國建築 （同上）                 | 通力             | 3    |

（註：二期第4-7座指屬於同一項目的錦龍苑，故此略去有關座號。）

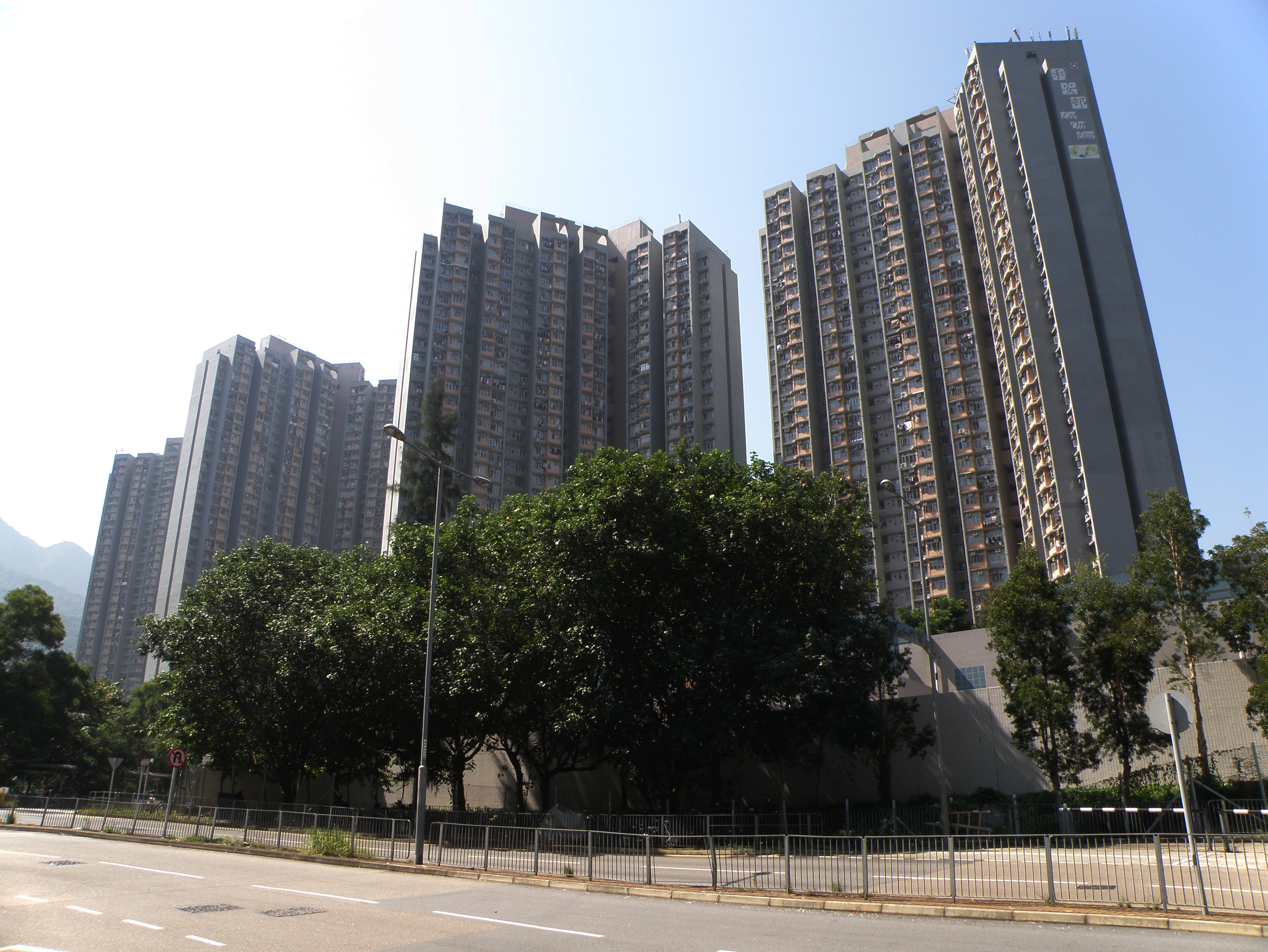
近望利安邨
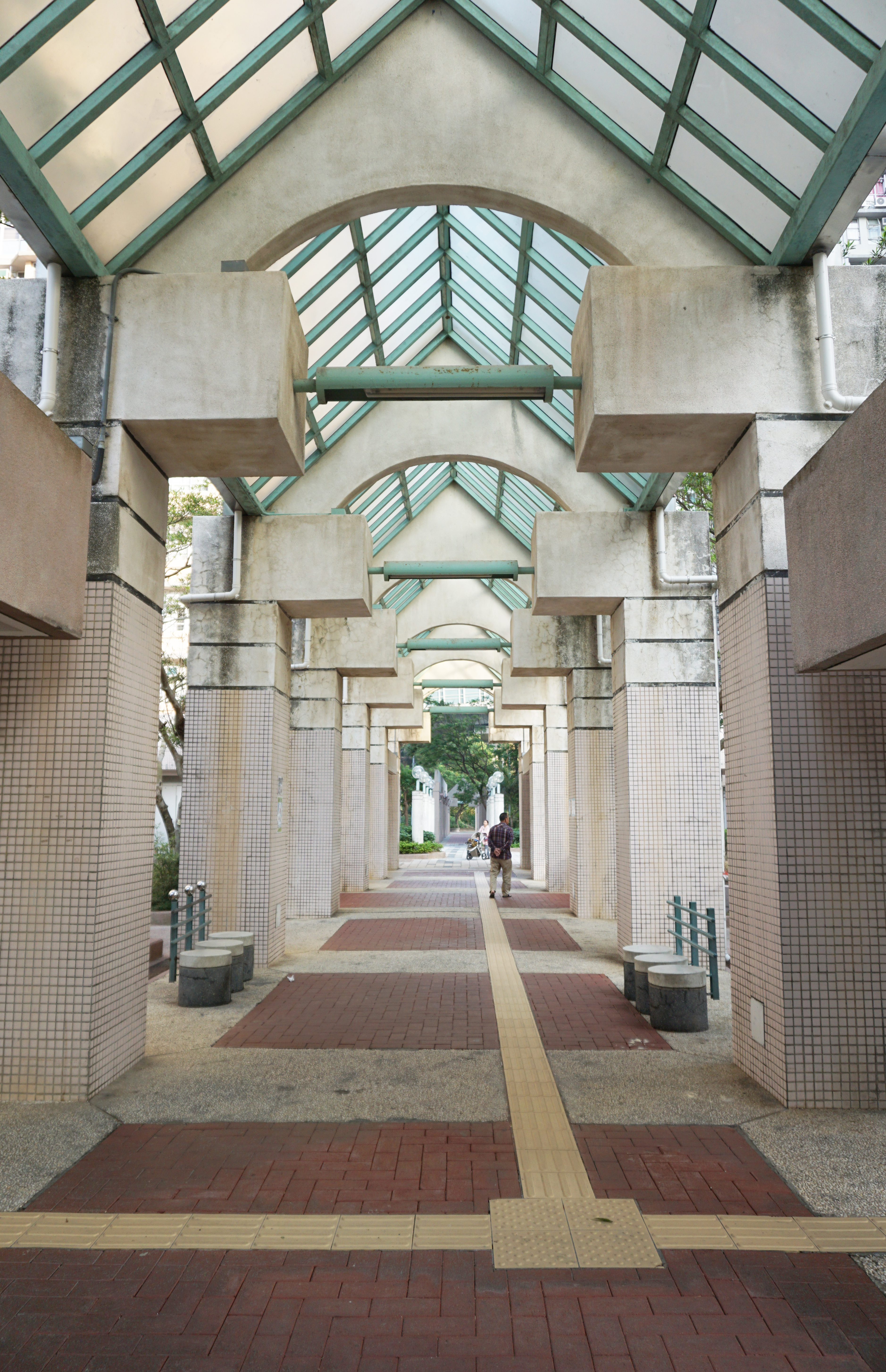
有蓋行人通道
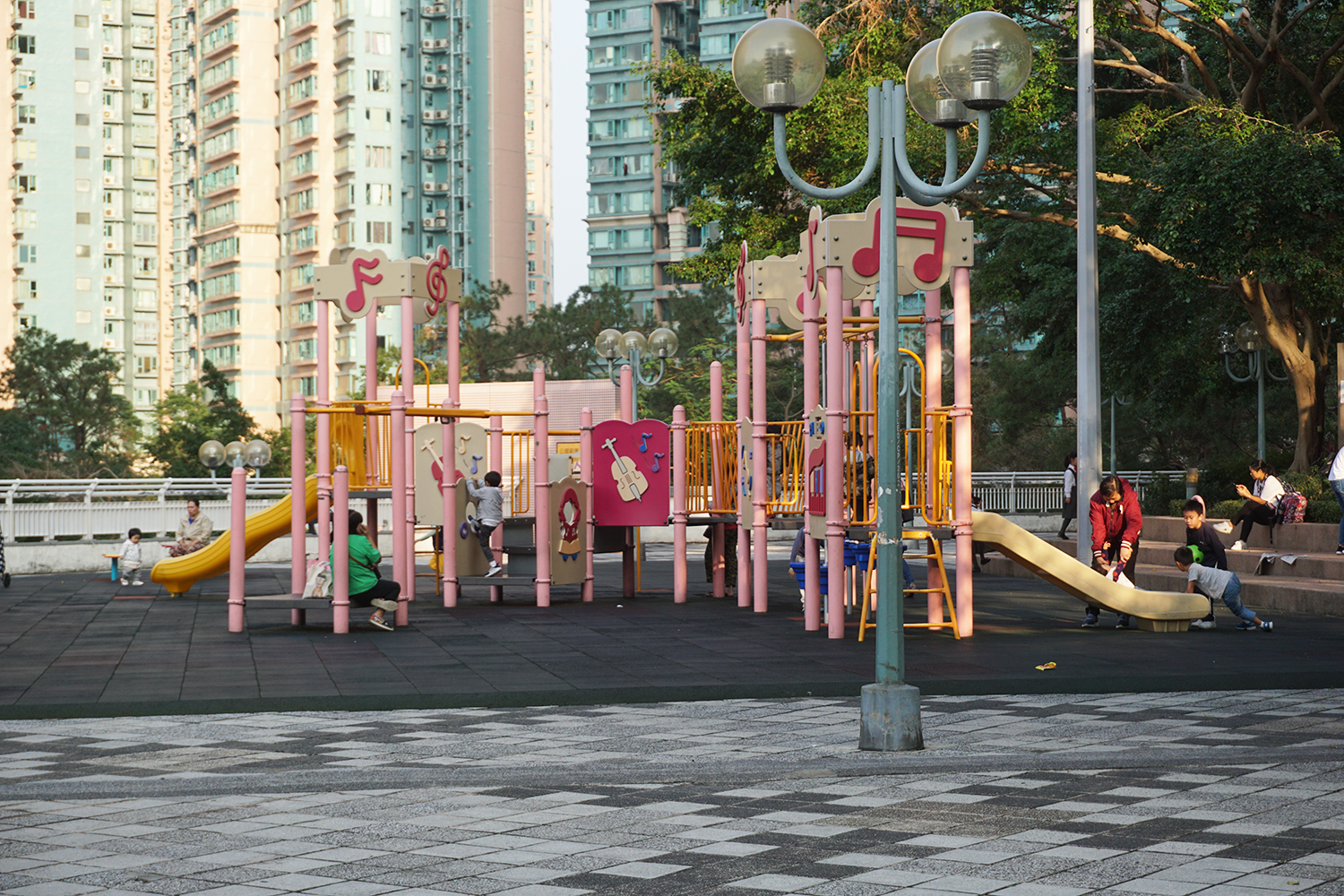
兒童遊樂場（2）
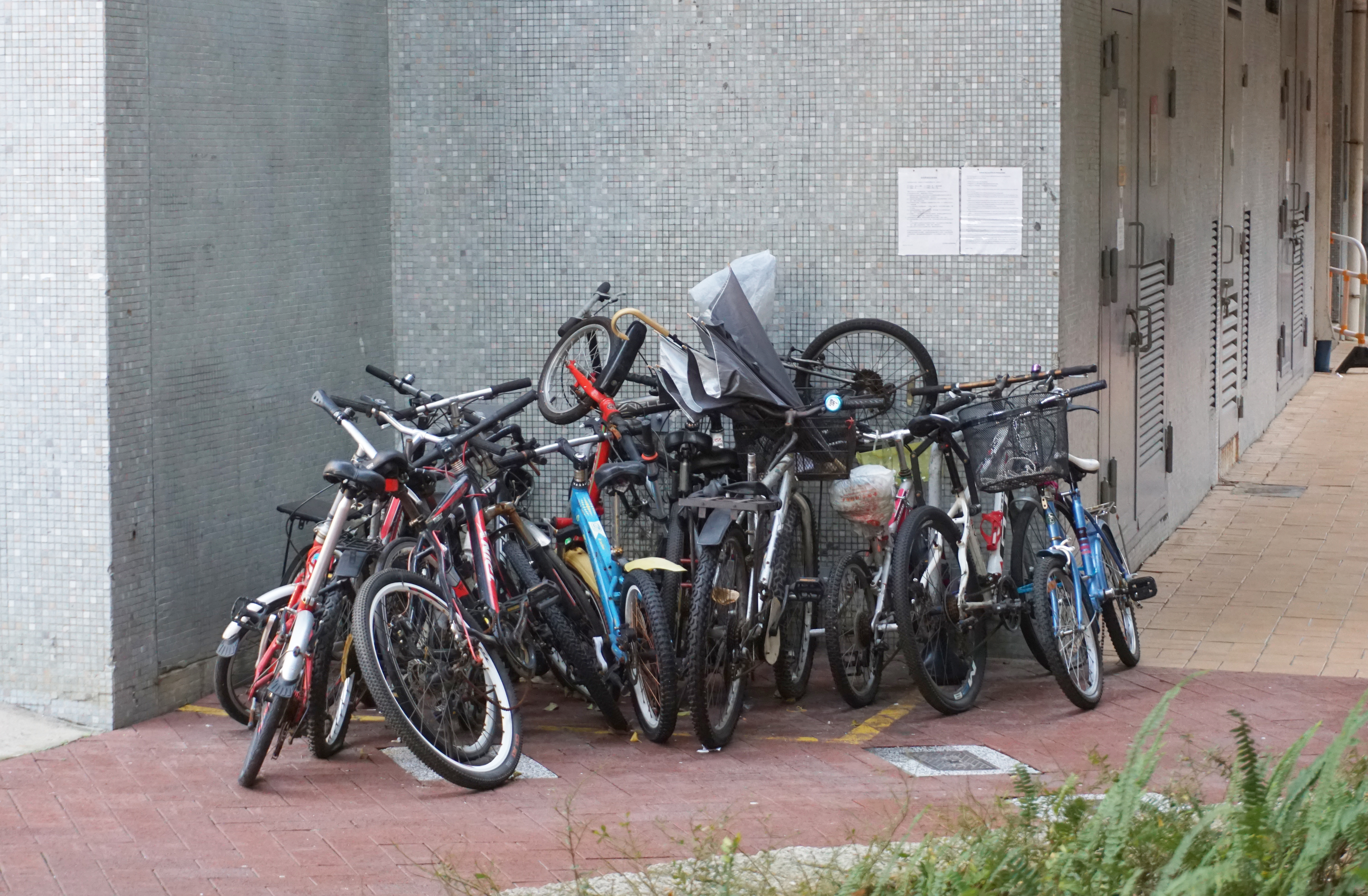
單車停泊處
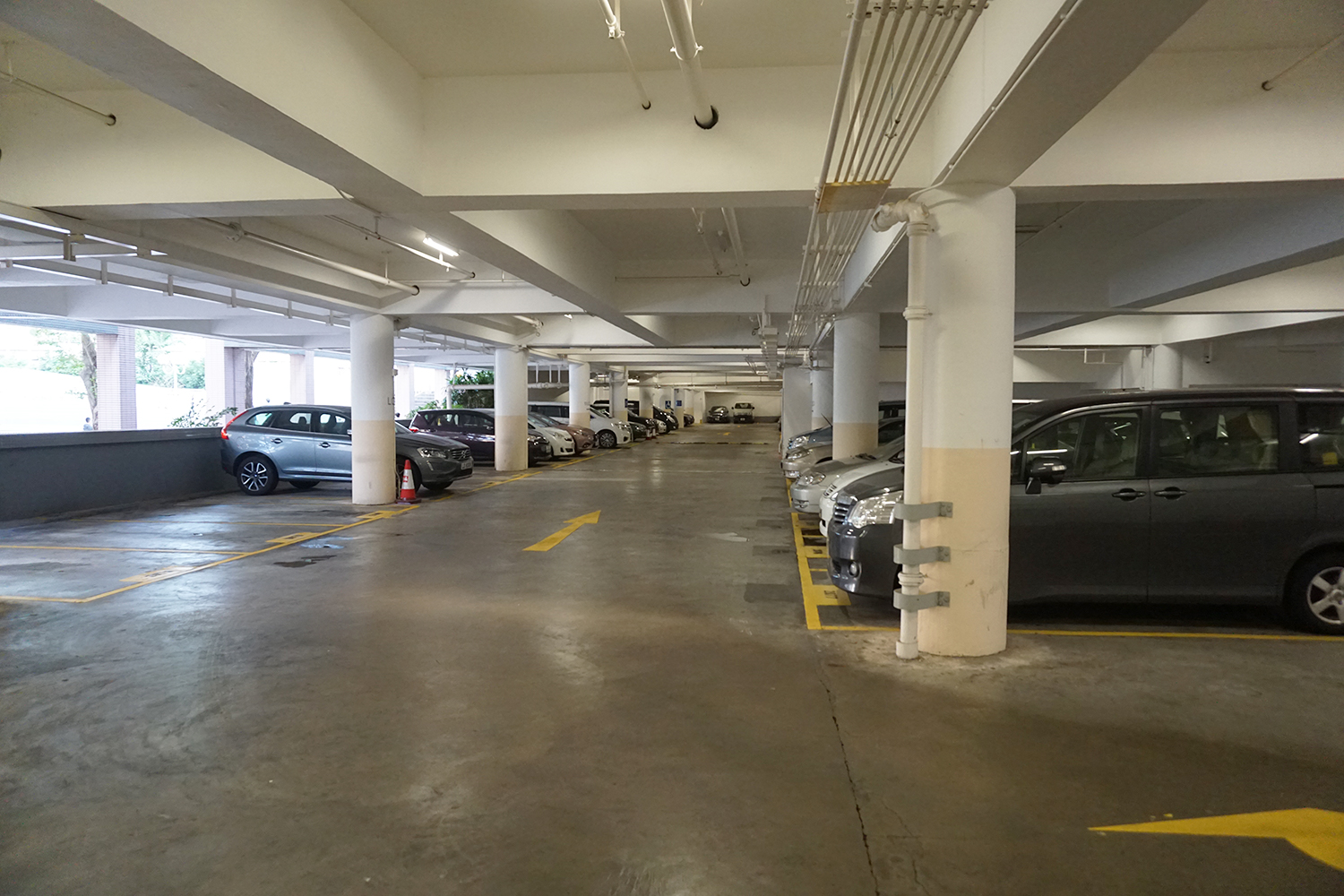
停車場
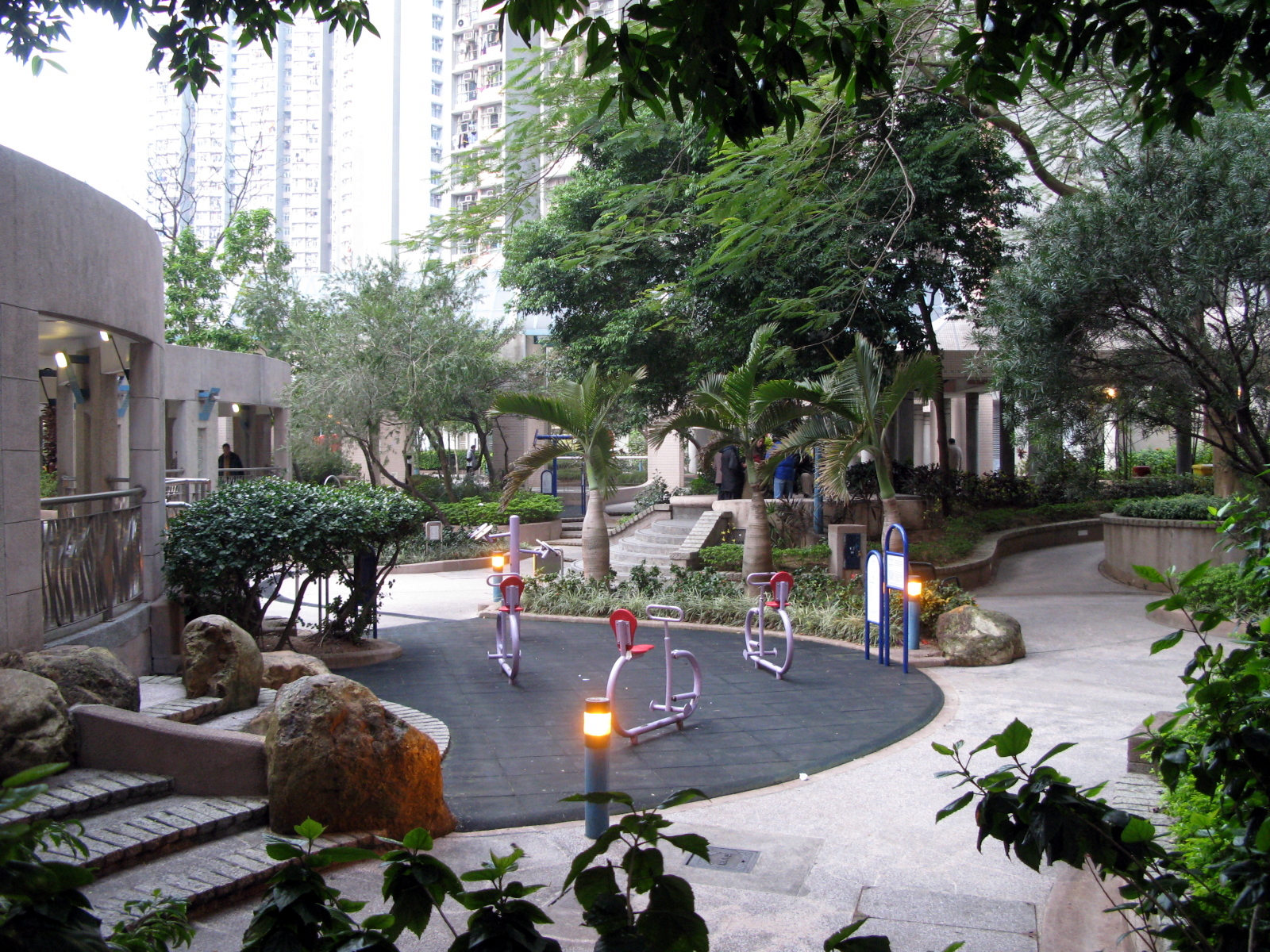
2008年2月的健體區

## 教育設施

### 小學
- 馬鞍山靈糧小學（1969年創辦，1993年從元州邨遷入）

### 幼稚園
- 香港神託會培真幼稚園 （页面存档备份，存于） （1993年創辦）（位於利安邨利盛樓地下）
- 香港浸信會聯會利安幼兒園 （页面存档备份，存于）（1995年創辦）（位於利安邨利興樓地下G1）

## 問題
2016年4月，有部份住戶發現鐵閘可徒手開鎖，而木門一踢就可以開到，保安措施形同虛設。有住戶自行花費約1000元在鐵閘加裝獨立鋼鎖，以防賊人有機可乘。住戶批評房屋署一直不願幫他們更換新閘或新門鎖。立法會議員葛珮帆質疑當年房署進行採購或驗收程序出問題，引致多次發生爆竊案發生，要求盡快安排全面更換。房署表示現時並無更換的計劃。若住戶鐵閘出問題，可通知屋邨事務辦事處安排檢查。然而，當區區議員麥潤培表示，她早在2015年區議會選舉前已知悉有關問題。他為了不想讓更多住戶受影響，決定把有關事件低調處理，以免賊人有機可乘。在事件被公開後，他批評葛珮帆刻意把事件放大，意圖為自己於立法會選舉制造「成功爭取」的「政績」，卻不知事件被公開後反令賊人更易進行爆竊。

## 鄰近屋苑
- 錦龍苑
- 翠擁華庭
- 銀湖·天峰
- 雅典居